# Just Can't Get Enough
«Just Can't Get Enough» (англ. «Просто мені не достатньо») — сингл гурту Depeche Mode з альбому Speak & Spell.

## Список треків
1. «Just Can't Get Enough» – 3:41
2. «Any Second Now» – 3:06

| Диск | Це незавершена стаття про музичний альбом. Ви можете допомогти проєкту, виправивши або дописавши її. |